# Алтайский район (Восточно-Казахстанская область)
Алтайский район (официально — район Алтай; каз. Алтай ауданы, до 2019 года — Зыряновский район) — район на северо-востоке Восточно-Казахстанской области Казахстана. Административный центр района — город Алтай (до 2019 года — Зыряновск).

## География
Район расположен на северо-востоке Восточно-Казахстанской области, центральной части Рудного Алтая. На севере и северо-западе граничит с территорией города областного значения Риддер, на западе — с Глубоковским районом и с территорией города областного значения Усть-Каменогорск, на юго-западе — с Уланским районом, на юге — с Кокпектинским районом, на юго-востоке — с Катон-Карагайским районом, на северо-востоке и востоке — с Республикой Алтай России.
Климат резко континентальный. Средние температуры января — −22…−24 °C, июля — 18,5…20,5 °C, среднегодовая температура — 0,3 °C. Абсолютный максимум — 40 °C, абсолютный минимум — −51 °C. Среднегодовое количество осадков в горах — 800—900 мм, в предгорьях — 600—800 мм.
Рельеф в основном горный и холмистый. Западную и центральную части района занимают отроги и предгорья Ульбинского хребта, на севере — хребет Холзун, на востоке — хребет Листвяга, где находится высшая точка района — гора Быструхинский Шпиль (2577 м).
В речных долинах и горных ложбинах распространены чернозёмные, тёмно-каштановые и каштановые почвы, в предгорьях — чернозёмы и серозёмы.
Через юго-запад района протекает Иртыш, на котором расположены Бухтарминское и Усть-Каменогорское водохранилища. В Бухтарминское водохранилище впадает Бухтарма, наиболее крупные притоки которой Тургусун, Хамир, Черневая и Берёзовка.

## История
Зыряновский район Семипалатинского округа с центром в селе Зыряновка был образован 17 января 1928 года из Зыряновской, части Поздняковской волостей Бухтарминского уезда и части Советской волости Усть-Каменогорского уезда Семипалатинской губернии.
17 декабря 1930 года окружное деление в Казахской АССР ликвидировано, район был передан в прямое республиканское подчинение.
11 сентября 1931 года район был укрупнён за счёт четырёх сельсоветов Усть-Каменогорского района.
20 февраля 1932 года район вошёл в состав вновь созданной Восточно-Казахстанской области.
24 февраля 1935 года район был разукрупнён: восемь сельсоветов образовали новый Бухтарминский район, три сельсовета вошли в состав новообразованного Большенарымского района, один сельсовет отошёл к Тарбагатайскому району.
31 марта 1937 года районный центр село Зыряновка преобразовано в рабочий посёлок Зыряновское, 17 января 1941 года посёлок преобразован в город Зыряновск.
29 января 1951 года город Зыряновск отнесён к категории городов областного подчинения с сохранением статуса районного центра.
24 сентября 1957 года из Бухтарминского района передано три сельсовета.
31 октября 1957 года Зыряновский район упразднён, его территория передана в административное подчинение Зыряновского горсовета.
2 января 1963 года образован Зыряновский сельский район в составе шести сельсоветов.
10 декабря 1965 года Зыряновский сельский район упразднён с передачей территории в административное подчинение Зыряновского горсовета.
15 февраля 1977 года вновь образован Зыряновский район с центром в селе Парыгино.
В 1988 году центр района возвращён в город Зыряновск.
23 мая 1997 года в состав района включена территория города Серебрянск.
8 апреля 2014 года город Зыряновск включён в состав Зыряновского района.
28 декабря 2018 года город Зыряновск был переименован в Алтай, вместе с ним также был переименован и Зыряновский район в район Алтай.

## Население
Национальный состав (на начало 2023 года):
- русские — 41 975 чел. (68,35 %)
- казахи — 16 282 чел. (26,51 %)
- немцы — 975 чел. (1,59 %)
- татары — 733 чел. (1,19 %)
- украинцы — 550 чел. (0,90 %)
- белорусы — 180 чел. (0,29 %)
- другие — 719 чел. (1,17 %)
- Всего — 61 414 чел. (100,00 %)

## Административно-территориальное деление
Алтайский район делится на 10 сельских округов, 4 поселковых и 2 городских администрации, в которых находится 47 сельских и 2 городских населённых пунктов:
| Сельский округ/посёлок/город   | Населённые пункты                                                                                     |
| Посёлок Зубовск                | посёлок Зубовск                                                                                       |
| Город Алтай                    | город Алтай, село Берёзовское                                                                         |
| Малеевский сельский округ      | село Малеевск, село Путинцево, село Быково, село Богатырёво, село Ландман                             |
| Никольский сельский округ      | село Никольск, село Бородино, село Кремнюха, село Алтайка                                             |
| Посёлок Новая Бухтарма         | посёлок Новая Бухтарма, село Берёзовка, село Александровка, населённый пункт Дом отдыха Голубой залив |
| Октябрьский сельский округ     | посёлок Октябрьский, станция Бухтарма, село Сажаевка, станция Селезнёвка                              |
| Парыгинский сельский округ     | село Парыгино, село Баяновск, село Кутиха                                                             |
| Первороссийский сельский округ | село Первороссийское, село Васильевка, село Дородница                                                 |
| Посёлок Прибрежный             | посёлок Прибрежный, село Заводинка                                                                    |
| Северный сельский округ        | село Феклистовка, село Северное, село Ермаковка                                                       |
| Город Серебрянск               | город Серебрянск                                                                                      |
| Соловьёвский сельский округ    | село Соловьёво, село Маяк, село Ново-Крестьянка, село Подорлёнок, село Ленинск, село Бедарёвка        |
| Средигорный сельский округ     | село Средигорное, село Чиркаин, село Андреевка, село Александровка                                    |
| Тургусунский сельский округ    | село Тургусун                                                                                         |
| Чапаевский сельский округ      | село Чапаево, село Снегирёво, село Крестовка, село Орловка, село Восточное, село Пролетарка           |

## Экономика

### Промышленность
В XVIII веке вследствие развития экономики России вновь возник интерес к полиметаллическим залежам «золотых гор», разрабатывавшихся «чудскими племенами». Одно из самых богатых месторождений открыл в 1791 году рудознатец Герасим Зырянов. Г. Е. Щуровский в своё время писал, что «… Зыряновск давал чистого серебра больше, чем все рудники Англии, Франции, Пруссии, Бельгии, герцогства Савойского и Баденского вместе взятых». Кроме серебра, в зыряновских рудах было найдено много свинца, а также примесь золота. На Петербургском монетном дворе из алтайского серебра извлекали ежегодно до 25 пудов золота.
В районе в настоящее время разведано около полутора сотен полиметаллических, колчеданно-полиметаллических, медно-колчеданных месторождений, рудопроявлений и точек минерализации. Кроме месторождений руд, содержащих свинец, цинк, медь, золото, серебро и другие ценные компоненты, район богат естественными строительными материалами: кирпичными суглинками, песчано-гравийной смесью, песками строительными, известняком.
Основой экономики района является промышленность. Промышленными предприятиями в 2010 году произведено продукции в действующих ценах на 64075,6 млн тенге. Из них в горнодобывающей промышленности — на 38494,2 млн тенге, в обрабатывающей промышленности — на 19386,4 млн тенге.
Бухтарминская гидроэлектростанция расположена на реке Иртыш, в 5 км вверх по течению от города Серебрянска. На электростанции установлено 9 агрегатов по 75 мВт каждый, суммарной мощностью 675 мВт. Электростанция, входящая в состав «Казцинка» на условиях длительной концессии, интегрирована в Казахстанскую национальную энергетическую систему и является пиковой электростанцией, регулирующей подачу энергии. Станция вырабатывает 2,4 млрд кВт/час электроэнергии в год. Выработанная электроэнергия полностью используется на электроснабжение подразделений компании.
Наличие полезных ископаемых определяет отраслевую направленность промышленности. Базовая отрасль региона — горнодобывающая. Главное предприятие этой отрасли Обогатительная фабрика «Алтай», которая входит в состав горно-обогатительного комплекса «Алтай» ТОО «Казцинк» (ранее Зыряновский горно-обогатительный комплекс), расположенный в городе Алтае (Зыряновске), доля которого в общем объёме промышленного производства района составляет 60 %. АО «Бухтарминская цементная компания» — крупный производитель цемента, как в области, так и в стране. Серебрянский завод неорганических производств.

### Сельское хозяйство
Район является одним из основных производителей сельскохозяйственной продукции в области. Наличие сельхозугодий, природные условия позволяют выращивать широкий спектр сельхозкультур, в основном зерновые и масличные. На конец 2010 года сельскохозяйственным производством занимались 70 предприятий, 172 крестьянских хозяйства и 15,6 тыс. личных подсобных хозяйств населения. Ими произведено 4,5 % валовой продукции сельского хозяйства области. Удельный вес продукции растениеводства составил 58,5 %, животноводства — 41,5 %.
В мае 2012 года Правительство Казахстана приняло Программу развития моногородов на 2012—2020 годы для обеспечения устойчивого социально-экономического развития. В перечень списка моногородов Восточно-Казахстанской области включены города Серебрянск и Зыряновск (Алтай). Это должно послужить толчком к развитию инфраструктуры, развитию бизнеса и социальной сферы.